# 瓦杜巴
瓦杜巴（法語：Wadouba），是馬里的城鎮，位於該國中部，由莫普提區的邦賈加拉省負責管轄，面積720平方公里，海拔高度534米，2009年人口28,101，人口密度每平方公里39.03人。